# Lijst van afleveringen van SpongeBob SquarePants (seizoen 14)
Dit is een lijst van afleveringen van seizoen 14 van SpongeBob SquarePants. Dit seizoen zal 26 afleveringen tellen, waarvan er al 10 zijn uitgezonden. De eerste aflevering van dit seizoen werd op 2 november 2023 in de Verenigde Staten uitgezonden.
| Aflevering (seizoen) | Aflevering (serie) | Titel                                                                                       | Eerste uitzenddatum                                        | Eerste uitzenddatum |
| -------------------- | ------------------ | ------------------------------------------------------------------------------------------- | ---------------------------------------------------------- | ------------------- |
| 1                    | 294                | Single-Celled Defense (Eencellig verweer) Buff for Puff (Potig voor Puff)                   | 2 november 2023 20 november 2023                           | TBA                 |
| 2                    | 295                | We Heart Hoops (Wij hartje Hoeps) SpongeChovy (Spongesjovis)                                | 21 november 2023 22 november 2023                          | TBA                 |
| 3                    | 296                | BassWard (OctoBas) Squidiot Box (De IdiOctodoos)                                            | 23 november 2023 12 februari 2024                          | TBA                 |
| 4                    | 297                | Blood is Thicker Than Grease (Het familierestaurant) Don't Make Me Laugh (Gebroken lachbot) | 21 februari 2024 (Nicktoons) 15 juli 2024 12 februari 2024 | TBA                 |
| 5                    | 298                | Momageddon (De moederovername) Pet the Rock (Aai de steen)                                  | 14 februari 2024                                           | TBA                 |
| 6                    | 299                | Tango Tangle (Verbijsterende tango) Necro-Nom-Nom-Nom-I-Con (Koken en spreuk)               | 20 februari 2024 26 februari 2024                          | TBA                 |
| 7                    | 300                | PL-1413 (PL-1413) In the Mood to Feud (Kwallenbijen)                                        | 15 juli 2024 16 juli 2024                                  | TBA                 |
| 8                    | 301                | Mooned! (Nacht van de Maankwal!) Hysterical History (Histerische historie)                  | 17 juli 2024 18 juli 2024                                  | TBA                 |
| 9                    | 302                | Kreepaway Kamp (Spookkamp)                                                                  | 10 oktober 2024                                            | TBA                 |
| 10                   | 303                | Kreepaway Kamp (Spookkamp)                                                                  | 10 oktober 2024                                            | TBA                 |
| 11                   | 304                | Snow Yellow and the Seven Jellies (Sneeuwwitje SpongeBob)                                   | 11 november 2024                                           | TBA                 |
| 12                   | 305                | The Dirty Bubble Bass (Zeepkracht) Sheldon SquarePants (Familielid Plankton)                | 22 juli 2024 23 juli 2024                                  | TBA                 |
| 13                   | 306                | Sandy's Country Christmas (Kerstmis met Sandy)                                              | 2 december 2024                                            | TBA                 |